# فرشتگان (دی سی کامیکس)
فرشتگان ‌‌‌‌.... (به انگلیسی: The Angels) موجوداتی الهام گرفته شده از فرشتگان در ادیان ابراهیمی و توحیدی در دنیای خیالی دی سی هستند. آنها فرزندان پرزنس متعال هستند. آنها به سه دسته تقسیم می شوند مغضوب، مقرب و فرشتگان معمولی. آنها مخلوقاتی قدرتمند در تمام فرضیه چند جهانی دنیای خیالی دی سی کامیکس هستند. آنها اولین بار در Picture Stories from the Bible New Testament #1 دیده شدند.

## توانایی های عمومی فرشتگان
- پرواز : همه فرشتگان توانایی پرواز بالدار را دارند.
- سرعت فوق بشری
- قدرت فوق بشری
- دوام فوق بشری
- استقامت فوق بشری
- چابکی فوق بشری
- انرژی پروجکشن:باعث شلیک انرژی و اتش  از دست و چشم.
- سونیک فلش: فرشتگان میزبان عقاب می تواند امواج صوتی را آزاد کند که فرکانس ها را مختصر کند.  King-Angel Asmodel می تواند تحت حمله صوتی را از بین ببرد که تمام مواد را از بین برد.
- کرونوکینزیس : فرشتگان انواع توانایی دستکاری در جریان زمان را دارند.
- جاودانگی
- جادوی تقریباً همه کاره
- عقل فوق بشری
- حس های فوق بشری

- نبرد تن به تن (پیشرفته) : فرشتگان از طلوع آفرینش در بهشت برای جنگ آموزش دیده اند.[۱]